# Singapur en los Juegos Paralímpicos de Londres 2012
Singapur estuvo representado en los Juegos Paralímpicos de Londres 2012 por ocho deportistas, seis mujeres y dos hombres.

## Medallistas
El equipo paralímpico singapurense obtuvo las siguientes medallas:
| Nombre        | Deporte | Evento                                        |
| ------------- | ------- | --------------------------------------------- |
| Oro           |         |                                               |
| —             |         |                                               |
| Plata         |         |                                               |
| Laurentia Tan | Hípica  | Doma individual estilo libre grado «Ia» mixto |
| Bronce        |         |                                               |
| Laurentia Tan | Hípica  | Doma individual grado «Ia» mixto              |